# Historia trans en Chile
La historia trans/travesti en Chile trata sobre la historia de las personas trans (transgénero, transexuales, travestis) sean estas hombres, mujeres, de género fluido o no binarias, así como de sus luchas y organizaciones.

## Pueblos originarios
Para el pueblo mapuche, la sexualidad era igualitaria entre hombres y mujeres, por lo que un hombre afeminado no perdía ningún privilegio, poder o estatus, simplemente porque ser hombre no era distinto de ser mujer. Los machis antiguamente eran en su mayoría hombres, adornados y vestidos con elementos de características femeninas, puesto que el poder espiritual estaba asociado a dicho género. Según algunos investigadores, los machis weye, como eran denominados en mapudungun, practicaban la pederastia de forma pasiva, siendo acompañados por jóvenes que actuaban como si fueran sus maridos. En tanto, otros consideran que la idea de que los machis eran homosexuales o pederastas surgió cuando los conquistadores españoles llegaron a Chile e intentaron comprender las actitudes de los machis desde su perspectiva completamente diferente a la mapuche.
En el pueblo selk'nam existió un relato tradicional conocida como «la historia de Kokat», en el que dos hombres se conocían y se convertían en una pareja heterosexual, con uno de ellos convirtiéndose en mujer y engendrando un hijo, dando a entender que la homosexualidad como tal escapaba de su orden social y por ende la conversión de género de una de las personas era posible.

## Época colonial y Chile independiente hasta elsigloXIX

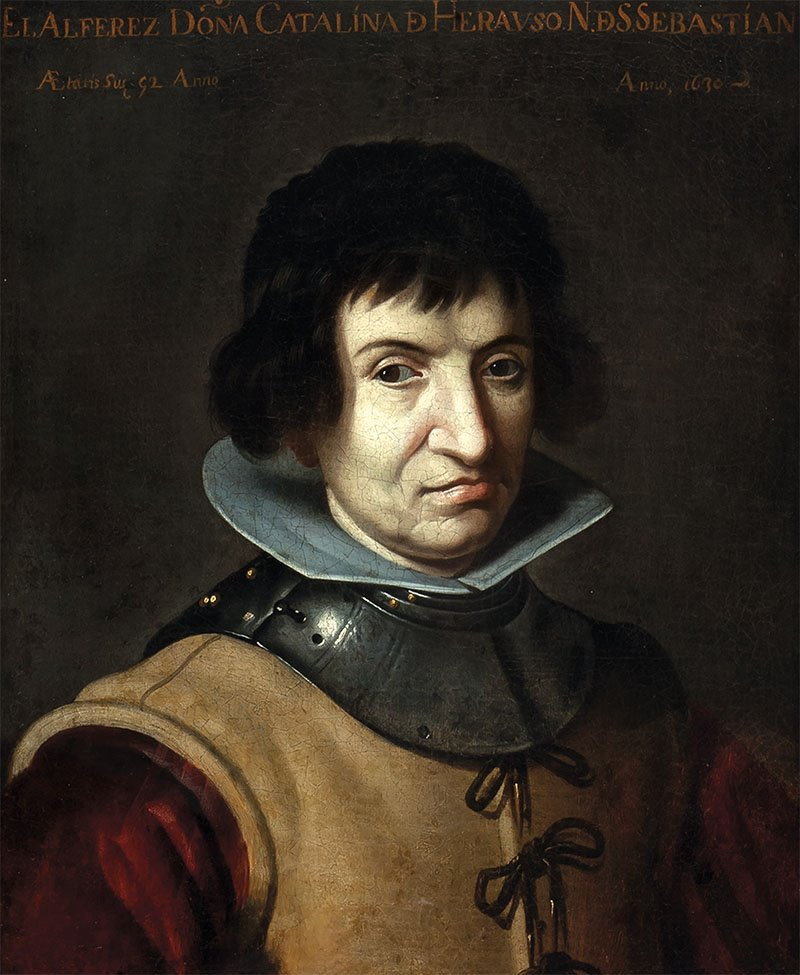
Catalina de Erauso.

Dentro de la época colonial destaca la historia de Catalina de Erauso, una joven española que se travestía para luchar en la Guerra de Arauco, siendo conocida como «la monja alférez». Tras haber sido expulsada de un convento en San Sebastián, Catalina se embarcó al Nuevo Mundo como hombre para luchar contra las huestes mapuches en 1619. Por su valentía, fue condecorada con el grado de alférez, sin que nadie dudara de su sexualidad masculina. En 1623 confesó su verdadero género y, al comprobarse que era virgen, se la envió a España, siendo entrevistada por el rey Felipe IV de España y el papa Urbano VIII, quienes le permitieron ser tratada como hombre.
A fines del siglo XIX, aproximadamente en 1896, fue publicada una lira popular titulada La niña vestida de hombre i que se casó con otra niña en Illapel, en la que narra un supuesto matrimonio entre dos mujeres, en el cual una de ellas se travestía para adoptar características masculinas.

## SigloXX

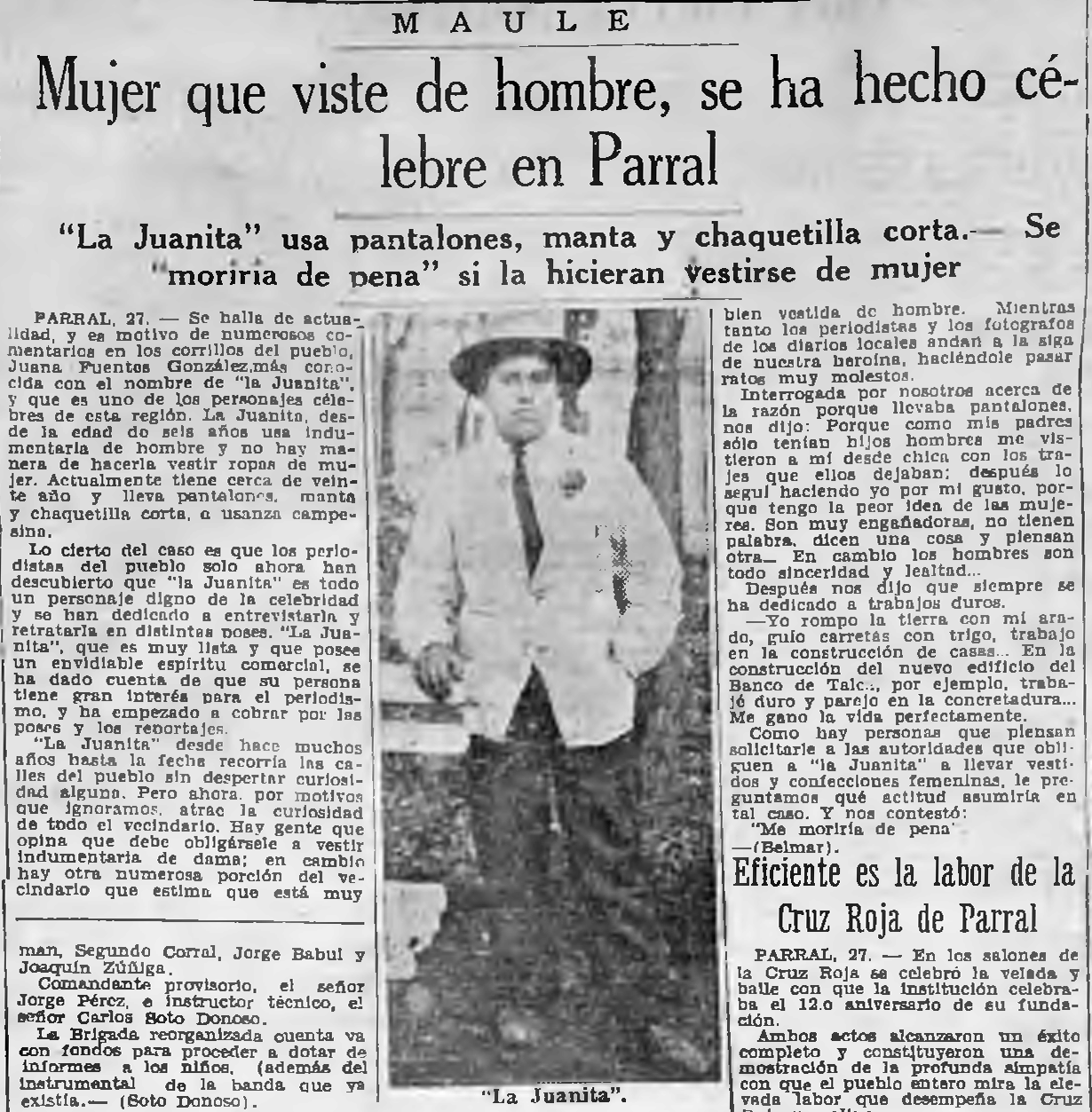
Crónica de La Nación sobre Juana Fuentes González (28 de mayo de 1931).

El travestismo también estuvo presente en las fiestas o bailes de invertidos ocurridas en las primeras décadas del siglo XX, como por ejemplo el ocurrido el 12 de abril de 1924 en León Prado 690 (Santiago), donde fueron arrestados 20 hombres que se encontraban vestidos de mujer participando en una fiesta privada, y el 26 de abril de 1927 cuando un grupo de homosexuales fueron detenidos en Valparaíso, a partir de lo cual la revista Sucesos publica un artículo titulado Un grupo de degenerados sorprendidos en Valparaíso; junto a los detenidos se hallaron fotografías en las que aparecían vestidos con ropas femeninas y maquillajes. Por otra parte, el travestismo de mujeres para adoptar una apariencia masculina también fue común: el 28 de mayo de 1931 el diario La Nación informaba el caso de Juana Fuentes González, conocida como «la Juanita», mujer de Parral que señala haber vestido siempre de hombre y realizado trabajos habitualmente destinados en aquella época a personas del sexo masculino.
La censura hacia cualquier contenido que abordara temáticas o incluyera personajes trans fue constante durante el siglo XX. Uno de esos casos ocurrió en octubre de 1959, cuando fue estrenada en Chile la película Europa de noche de Alessandro Blasetti, a la cual le fueron mutiladas o silenciadas varias escenas por la presencia en ellas de Coccinelle, artista francesa que generó revuelo en el Consejo de Censura Cinematográfica por ser transgénero.

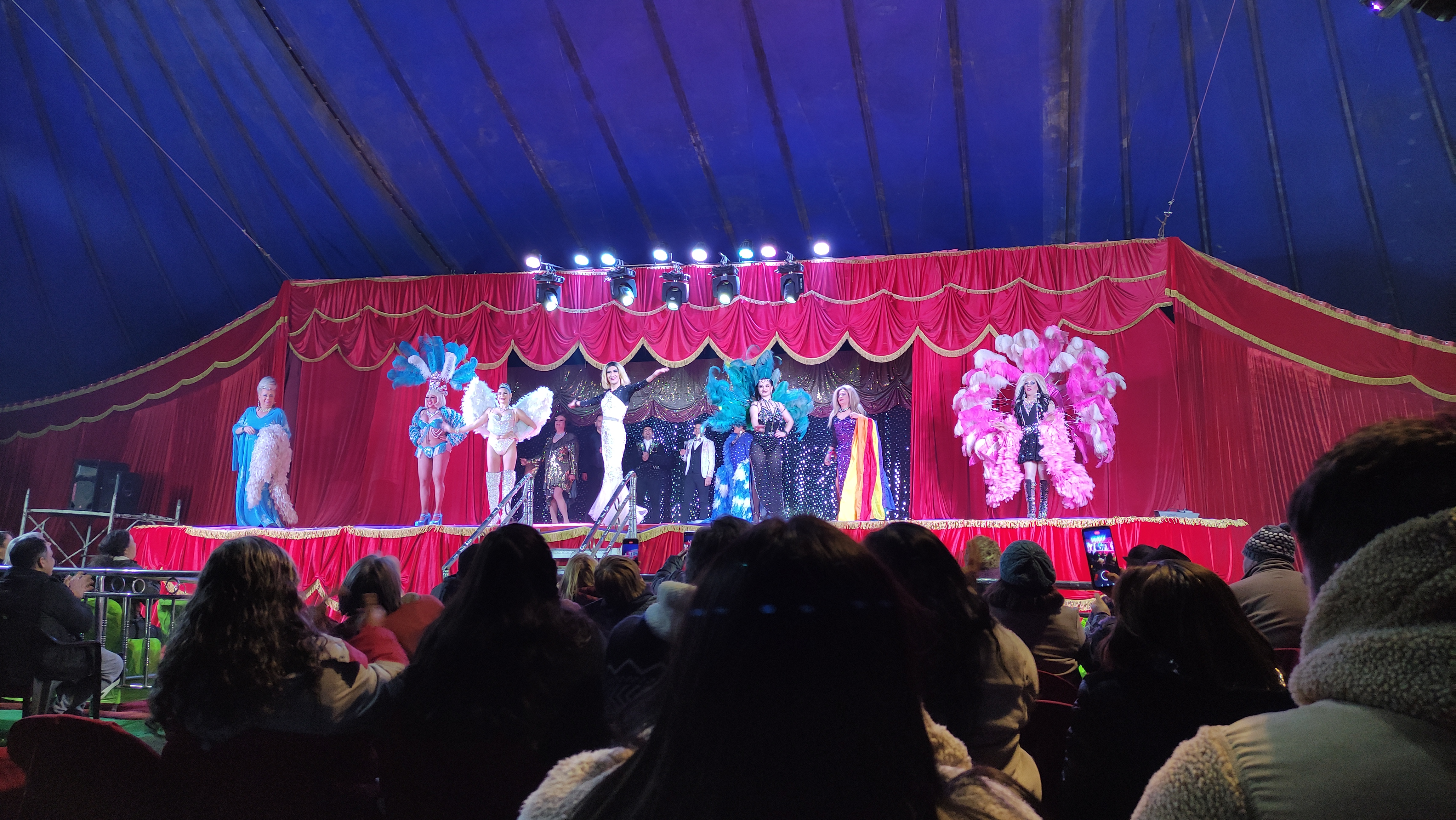
Artistas del Circo Timoteo.

Hacia fines de la década de 1960 surgen dos espectáculos que darían visibilidad a personas que se identificarían posteriormente como trans: el Blue Ballet, creado en 1967 y considerado el primer show profesional y aclamado popularmente de transformistas en dicho país —algunas de las cuales posteriormente se realizaron cirugías de reasignación de sexo—, y el Circo Timoteo, creado en 1968 y que se convirtió en uno de los espectáculos más reconocidos en el país, conformado principalmente por un elenco LGBT.

### Primera cirugía de reasignación de sexo

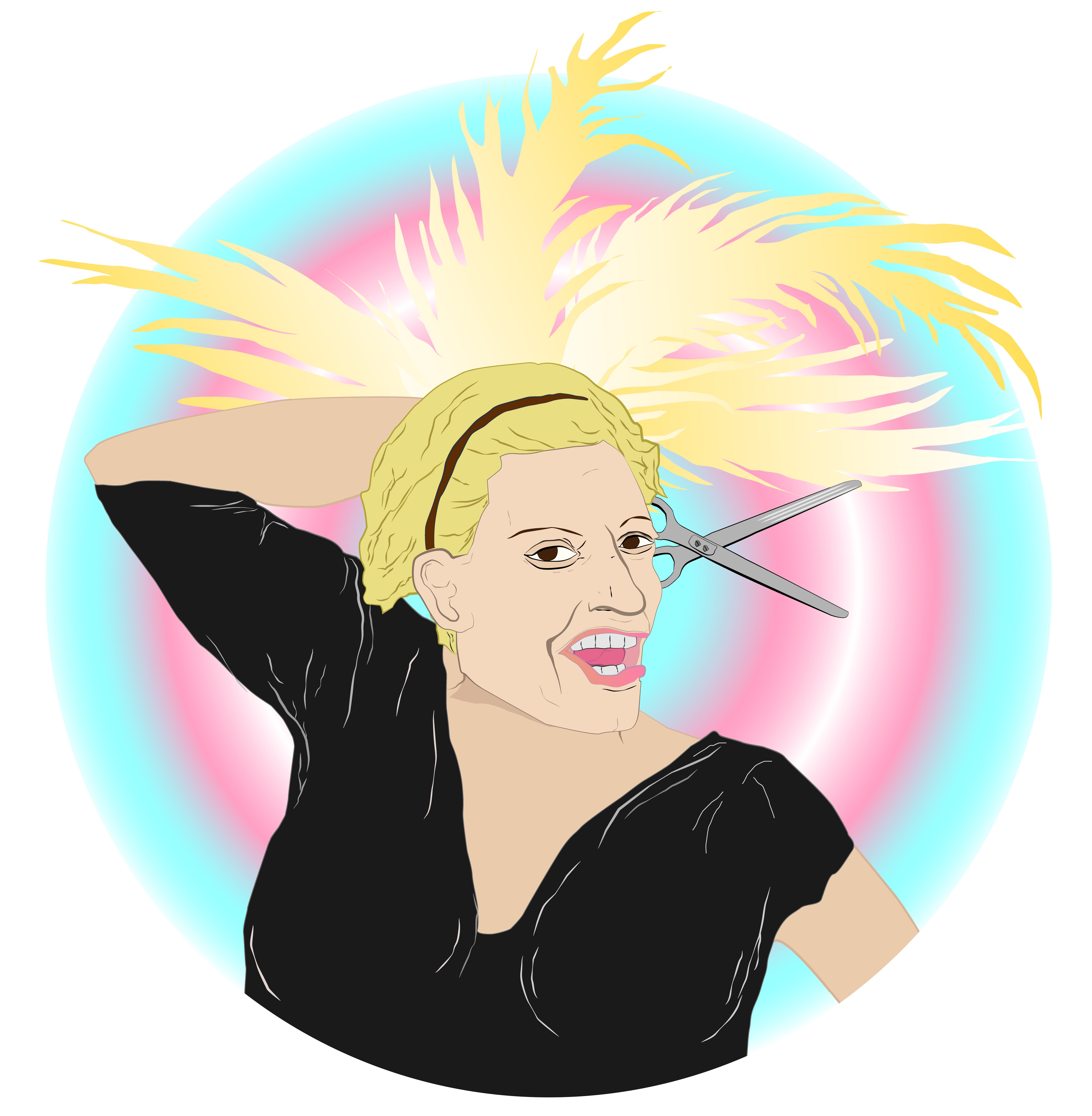
Marcia Torres.

En 1973 se produce un hito histórico para la comunidad trans chilena, al realizarse la primera cirugía de reasignación de sexo. Marcia Torres, peluquera oriunda de Antofagasta, se contactó con el urólogo Antonio Salas Vieyra, quien estaba estudiando la posibilidad de realizar una cirugía para efectuar el cambio de sexo. Salas y Osvaldo Quijada habían creado la Sociedad Chilena de Sexología Antropológica en 1966 con la esperanza de usar la operación para ayudar a las personas que tenían un trastorno de identidad, y realizaron la primera de varias cirugías a Torres. Existen distintas versiones sobre la fecha y lugar exactos de la primera operación, ya que algunas fuentes señalan que ocurrió el 3 de marzo de 1973 en el Hospital Clínico San Borja Arriarán, mientras que el doctor Salas Vieyra —en entrevista con la revista Vea— señala que esta se realizó en la Clínica República a mediados de mayo del mismo año. En una entrevista realizada por el diario La Patria en marzo de 1975, Marcia Torres señala que la primera cirugía se realizó el 9 de mayo de 1973 —coincidiendo con su cumpleaños—, la segunda el 28 de junio y la tercera en septiembre del mismo año.
Posterior a las cirugías, y con la asesoría del abogado Mario Arias, Marcia Torres solicitó al poder judicial en 1973 que se modificaran sus documentos sobre la base de un impedimento material, ya que su sexo biológico ya no coincidía con sus documentos de identificación. El 5 de diciembre de 1973, el Primer Juzgado de Letras de Antofagasta ordenó la publicación de sus solicitudes de cambio de nombre y marca de género, que aparecieron en el Diario Oficial de la República de Chile el 2 de mayo de 1974.

### Dictadura militar
El inicio de la dictadura militar luego del golpe de Estado del 11 de septiembre de 1973 generó que existieran casos de persecución a travestis y personas transgénero: en enero de 1974 el Frente de Liberación Homosexual de Argentina denunció el asesinato en Santiago de «La Lola Puñales», persona uruguaya de 32 años que fue violada, torturada, castrada y acribillada por un grupo de militares. Silvia Parada señala que estuvo detenida en la casa de calle José Domingo Cañas que funcionaba como cuartel y centro de torturas de la CNI, mientras que una prostituta transgénero llamada Paloma, que vivía en la calle San Camilo, relataba que sufrió numerosas detenciones y torturas por parte de los organismos represivos de la dictadura. En el libro La manzana de Adán, que contiene fotografías realizadas por Paz Errázuriz en prostíbulos de Santiago y Talca entre 1982 y 1987, se incluye el relato de una travesti llamada Pilar, la cual señala que posterior al golpe de Estado del 11 de septiembre de 1973 alrededor de 30 homosexuales fueron detenidos y torturados al interior de un barco en el puerto de Valparaíso.
Luego de la pionera cirugía de reasignación de sexo a Marcia Torres en 1973, a partir de 1976 comienzan a realizarse dichas intervenciones en el sistema público de salud chileno, mediante operaciones encabezadas por el médico Guillermo Mac Millan en el Hospital Carlos van Buren de Valparaíso. El cirujano realizó en total 448 operaciones de este tipo hasta su retiro en 2019.
Candy Dubois, integrante del Blue Ballet, se sometió a una cirugía de reasignación de sexo mientras estaba en Europa realizando presentaciones de transformismo. Más tarde contrajo matrimonio con el francés Claude Dubois, tomando su apellido, y luego de terminar su gira por Europa, Candy volvió a Santiago de Chile en 1984, en donde abrió junto a su esposo un restaurante en el barrio Brasil llamado «Le Trianon», que incluía espectáculos los fines de semana y se convirtió en un punto de encuentro para la comunidad LGBT local.

## SigloXXI

### Surgimiento de agrupaciones

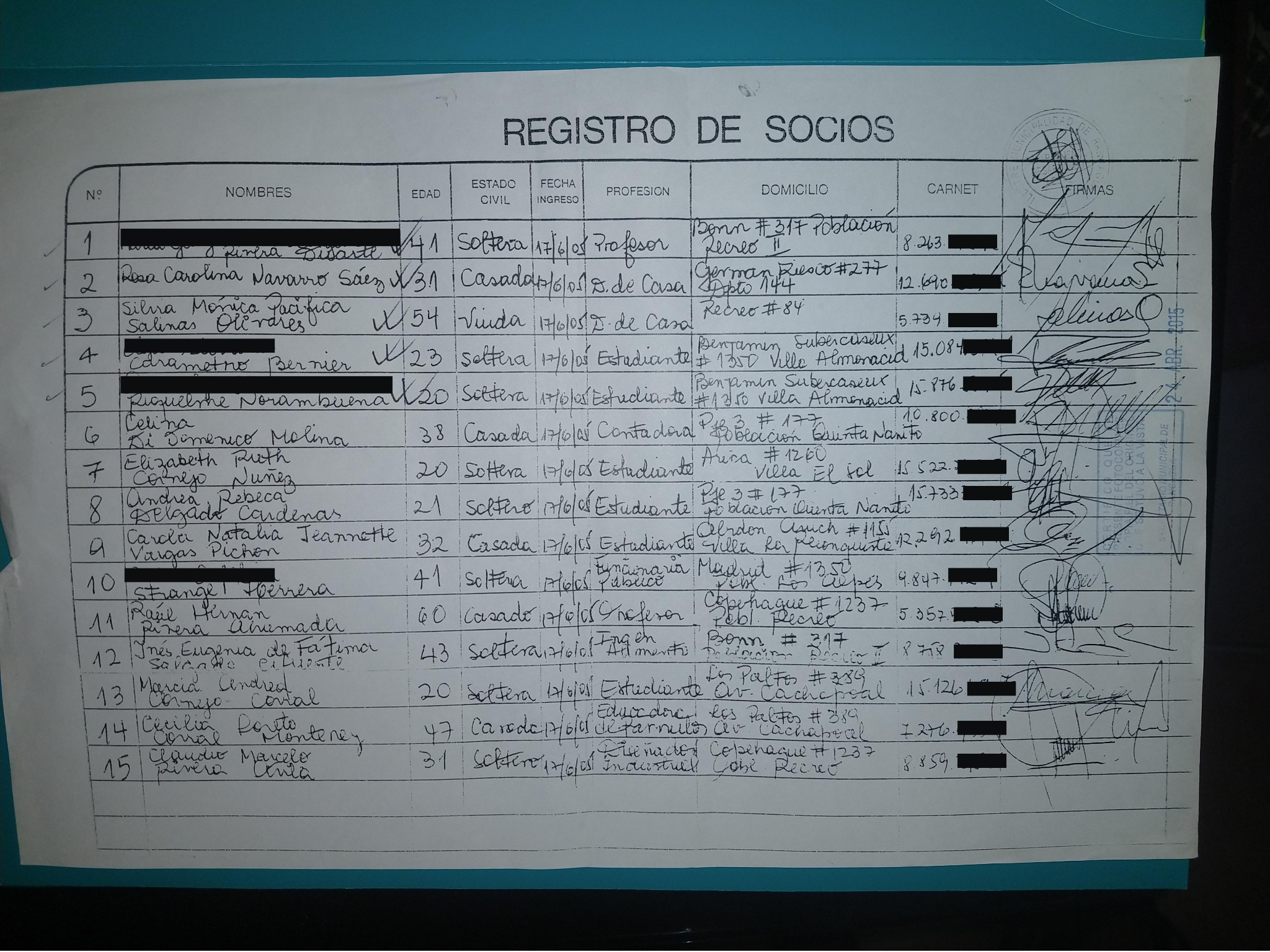
Registro de socios fundadores de la Organización de Transexuales por la Dignidad de la Diversidad.

En 2000 fue fundada Traves Chile, la primera agrupación de personas transgénero en el país que alcanzaría su autonomía un año más tarde, transformándose en la primera en su tipo con un estatus jurídico-legal en Chile. El 22 de agosto de 2000 fue fundado en Valparaíso el Sindicato Afrodita, primera agrupación de personas travesti y transgénero de dicha región, y una de las primeras del país en realizar acciones de reivindicación política. En Rancagua, el 13 de julio de 2005 la Organización de Transexuales por la Dignidad de la Diversidad, agrupación encabezada por Andrés Rivera Duarte, obtuvo su personalidad jurídica, y el 29 de noviembre de 2006 un grupo de organizaciones de personas transgénero de Chile, encabezadas por TravesNavia y el Sindicato Amanda Jofré, crearon por primera vez una «Alianza Trans Nacional».
El 10 de noviembre de 2014 fue fundada Fuerza Trans, agrupación de organizaciones unidas por la lucha por la ley de identidad de género; las organizaciones fundadoras son Organización de Transexuales por la Dignidad de la Diversidad (OTD), Sindicato Amanda Jofré, Movimiento por la Diversidad Sexual (MUMS) y el Movimiento de Integración y Liberación Homosexual (Movilh). Unos meses más tarde, el 19 de enero de 2015 fue fundada OTD Chile (Organizando Trans Diversidades), agrupación enfocada en derechos de la población transgénero, y que el 26 de agosto del mismo año inició la publicación de Le Trans, primera revista en Chile dedicada especialmente a contenidos transgénero. El 15 de diciembre de 2021 fue creada en Valparaíso «Sobrevivientes Adultes Mayores Trans», encabezada por Pilola Polett y que se convirtió en la primera agrupación social chilena destinada a reunir a adultos mayores transgénero.

### Casos de transfemicidios
La articulación de las personas en distintas agrupaciones tuvo como una de sus finalidades denunciar los ataques de odio cometidos contra sus integrantes, las cuales tuvieron mayor visibilización a partir de la década de 2000. Uno de los casos más conocidos fue el de Amanda Jofré, trabajadora sexual transgénero, que fue encontrada muerta el 24 de noviembre de 2002 en el departamento del químico Winston Michelson, ante lo cual se denunció un posible homicidio por parte de Michelson, quien era a la vez cliente de dichos servicios sexuales. Posterior a este crimen, en 2004 fue creado el «Sindicato Nacional Independiente de Trabajadoras Sexuales Travestis, Transgéneras y Otras "Amanda Jofré"», más conocido como Sindicato Amanda Jofré, como una escisión de Traves Chile producto de divergencias entre sus integrantes respecto de las acciones que se debían llevar a cabo para reivindicar los derechos de la población transgénero, especialmente de las trabajadoras sexuales.
Otros casos de ataques a personas trans que han tenido alta connotación pública han sido los de Alejandra Soto, presidenta del Sindicato Amanda Jofré, que fue atacada el 9 de octubre de 2021 en la esquina de las avenidas La Paz y Antonia López de Bello, en la comuna de Recoleta, en donde le rociaron combustible y encendieron fuego, además de recibir cortes y golpes en su cuerpo, y el caso de la peluquera y activista trans Claudia Díaz Pérez, de 73 años, que fue asesinada en Cartagena el 11 de diciembre de 2022.

### Hitos políticos y legales

#### Triunfos electorales

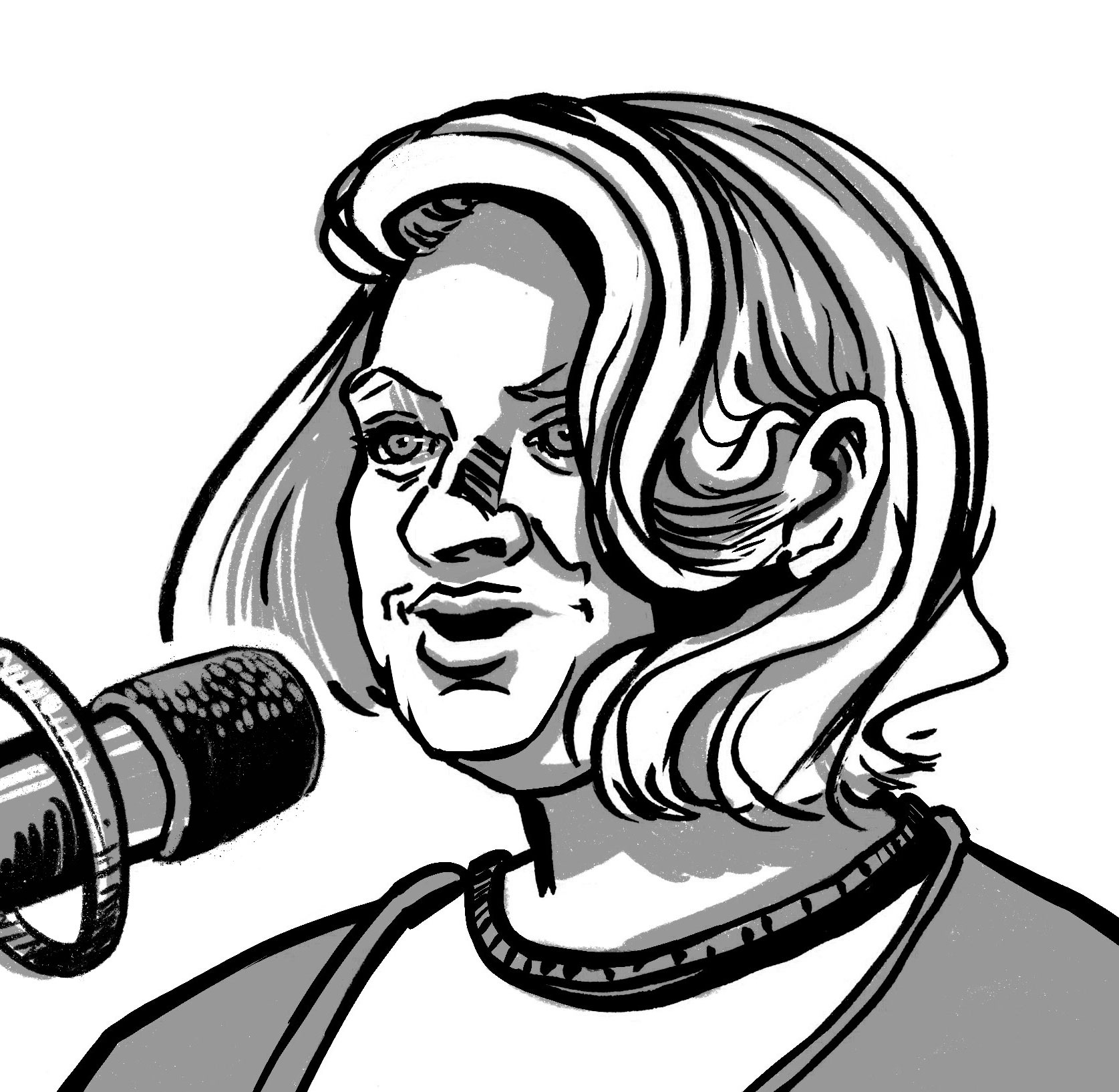
Alejandra González Pino.

En las elecciones municipales de 2004, realizadas el 31 de octubre, Alejandra González Pino es electa concejal en la comuna de Lampa, convirtiéndose en la primera mujer transgénero en Chile —y una de las primeras en América Latina, siendo Kátia Tapety en Brasil la pionera en 1992— en obtener un cargo de representación popular.
Las elecciones municipales de 2012 fueron un hito para la comunidad trans, ya que en ellas debutaron las mesas de votación mixtas, sin separación entre hombres y mujeres; dicha demanda se realizaba por agrupaciones de personas transgénero desde mediados de los años 2000 debido a la discriminación que sufrían en los locales de votación producto de su expresión de género. En los mismos comicios, Zuliana Araya fue elegida como la primera concejala transgénero de la comuna de Valparaíso.
En las elecciones parlamentarias realizadas el 21 de noviembre de 2021, Emilia Schneider se convirtió en la primera parlamentaria transgénero en la historia del país.

#### Modificaciones legales
El 25 de enero de 2007 una peluquera de Antofagasta, de iniciales M.J.Z.O., se convirtió en la primera mujer transgénero chilena en obtener el cambio de nombre y sexo registral sin tener que someterse a una cirugía de reasignación. El 4 de mayo del mismo año, Andrés Rivera Duarte, presidente de la Organización de Transexuales por la Dignidad de la Diversidad, se convirtió en el primer hombre transgénero en obtener el cambio de nombre y sexo registral sin tener que someterse a dicha cirugía.
El Ministerio de Salud de Chile emitió el 13 de septiembre de 2011 la circular 34, que instruye sobre la atención sanitaria a personas transgénero; entre las órdenes indicadas se encuentra el tratamiento de las personas bajo su nombre social y entrega consideraciones sobre la transexualidad y entrega orientaciones sobre las cirugías de adecuación corporal.
A nivel del sistema educativo, el 27 de abril de 2017 la Superintendencia de Educación emitió la circular 768, que orienta a instituciones educativas respecto del trato a estudiantes transgénero y sus respectivos derechos. Dicho documento fue reemplazado por la resolución 812 del 21 de diciembre de 2021, que lo adecuó según las disposiciones de la Ley de identidad de género, garantizando que los estudiantes transgénero mayores de 14 años deben ser tratados por su nombre social.

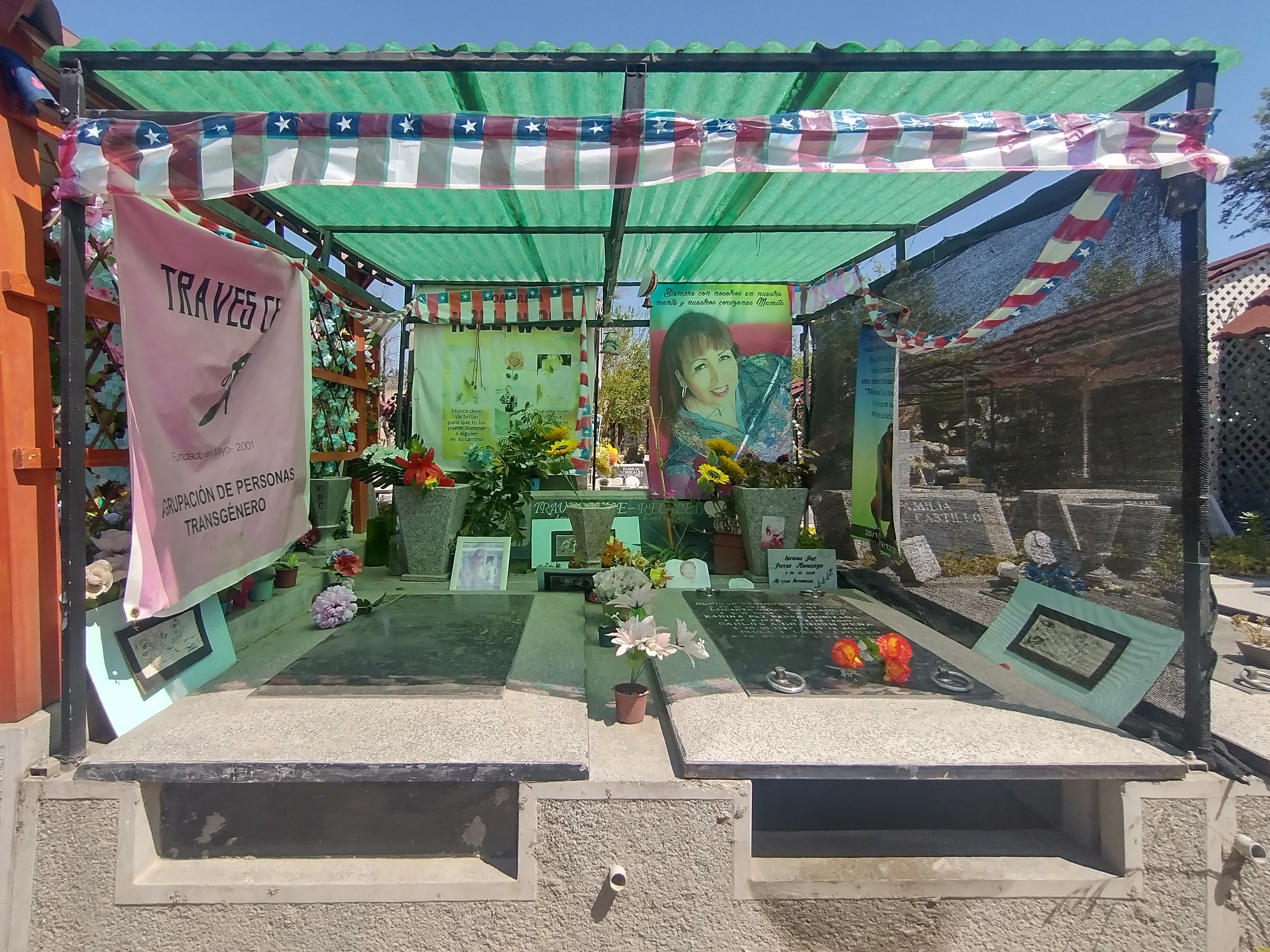
Mausoleo Trans en el Cementerio General de Santiago.

El primer mausoleo de América Latina para las personas travesti y transgénero que se encuentren en situación vulnerable fue inaugurado en el Cementerio General de Santiago de Chile el 31 de marzo de 2018. La obra fue gestionada por Traves Chile. El 3 de abril del mismo año fue inaugurada la Escuela Amaranta Gómez Regalado, primera institución educativa en Chile enfocada exclusivamente en personas trans y que está a cargo de la Fundación Selenna.
El 12 de abril de 2019 fue inaugurada en el barrio Yungay de Santiago la primera casa de acogida para personas transgénero en Chile y Sudamérica, gestionada por el Sindicato Amanda Jofré. El 30 de mayo del mismo año Emilia Schneider se convirtió en la primera mujer transgénero en ser elegida presidenta de la Federación de Estudiantes de la Universidad de Chile.

##### Ley de identidad de género
En septiembre de 2018 fue aprobada en el Congreso Nacional la Ley de identidad de género, la cual fue publicada en el Diario Oficial de la República de Chile el 10 de diciembre del mismo año. Entró en vigencia el 27 de diciembre de 2019, tras la publicación de los reglamentos necesarios para su aplicación. El 16 del mismo mes el Servicio de Registro Civil e Identificación había iniciado el sistema de agendamiento de hora para la solicitud de cambio de sexo y nombre registral, que al día 27 ya sumaba 921 solicitudes.
El 27 de enero de 2020 Valeria Pinto Valdés se convirtió en la primera persona chilena en recibir su cédula de identidad con cambio de sexo y nombre registral tras la entrada en vigencia de la Ley de identidad de género.Al 2024 7.911 personas han hecho su cambio de nombre y sexo registral bajo esta ley. 

### Hitos de personas trans
En el área de los deportes, el 22 de abril de 2009 la tenista chilena Andrea Paredes se convirtió en la primera mujer transgénero en participar del circuito femenino profesional, luego de obtener la autorización de la Federación Internacional de Tenis. El 13 de marzo de 2019 la atleta Ignacia Livingstone se convirtió en la primera mujer transgénero en ingresar a un equipo federado, correspondiente al de la Universidad de Santiago de Chile. Por su parte, el 5 de diciembre de 2020 la ciclista Antonia Saelzer reveló su identidad de género e inició el proceso para competir por la Federación Deportiva Nacional de Ciclismo de Chile como mujer transgénero.

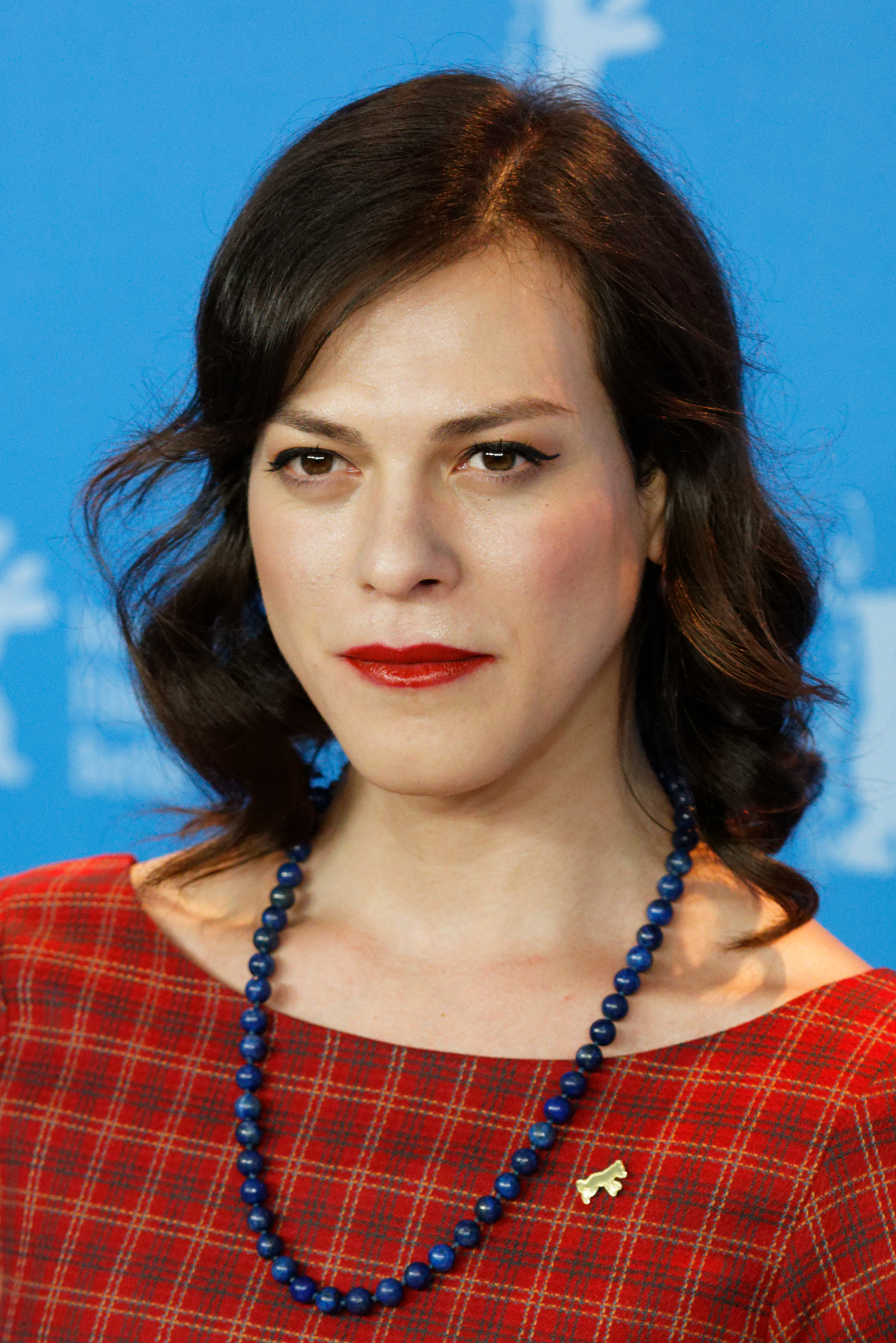
Daniela Vega.

En 2017 fue estrenada la multipremiada película chilena Una mujer fantástica, drama sobre una mujer transgénero protagonizada por Daniela Vega, que generó mayor visibilidad en el país sobre la realidad de las personas trans. En julio del mismo año, Daniela fue protagonista de una campaña publicitaria del centro comercial Apumanque, convirtiéndose en la primera persona abiertamente transgénero en encabezar una campaña de dicho tipo.
Antonia Leonor Maturana se convirtió el 9 de noviembre de 2018 en la primera persona trans en ser elegida reina de belleza en Chile, al ser elegida Reina de Illapel con motivo del aniversario de dicha comuna.
El 5 de febrero de 2020 el Ejército de Chile recibió en sus filas por primera vez a una persona transgénero, Benjamín Barrera Silva, convirtiéndose en la primera rama de las Fuerzas Armadas chilenas en realizar dicha acción. El 26 de julio de 2022 Isabella Panes Proboste se convirtió en la primera carabinera trans del país al graduarse de la Escuela de Formación de la institución.

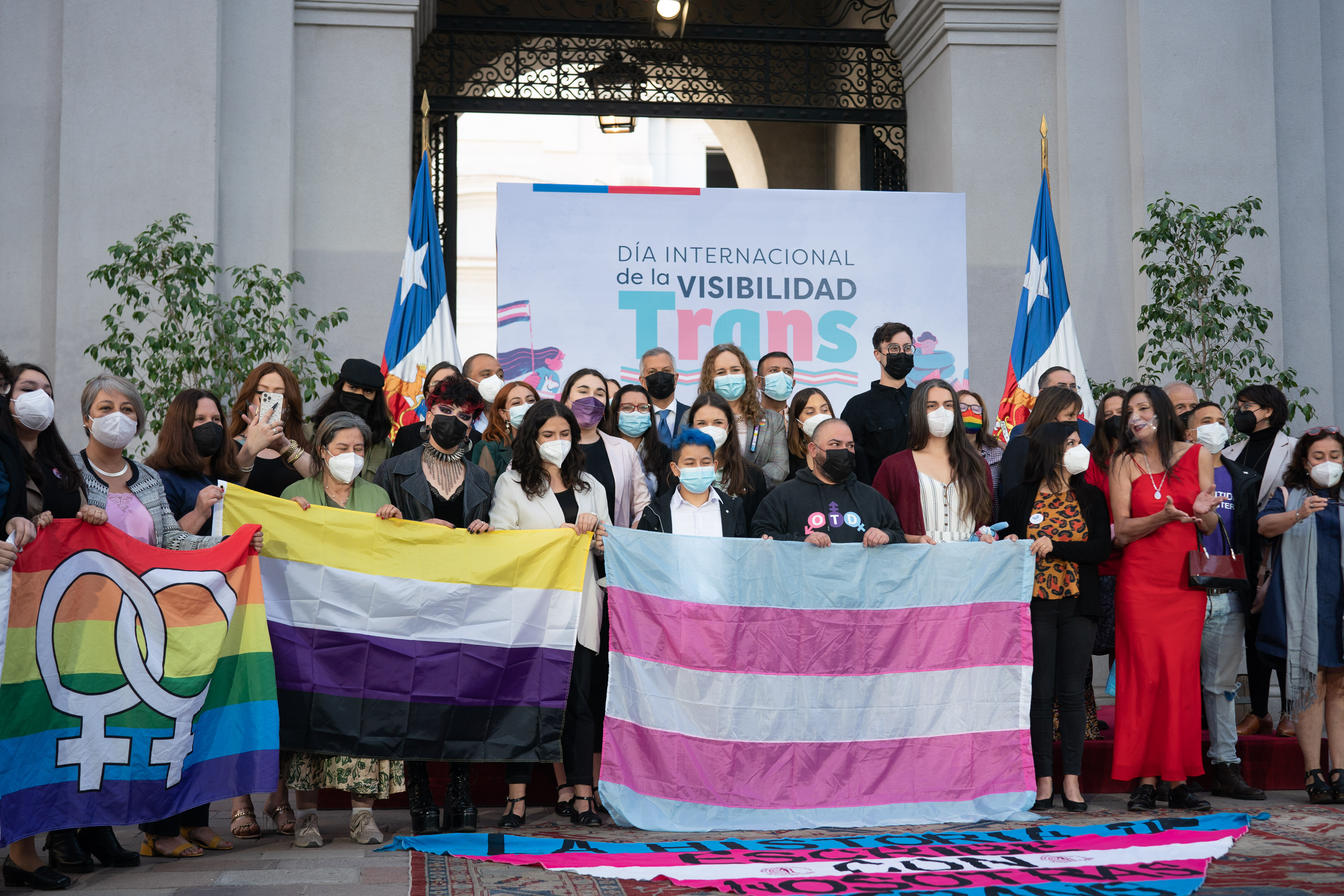
Conmemoración del Día Internacional de la Visibilidad Transgénero en el Palacio de La Moneda (31 de marzo de 2022).

El 31 de marzo de 2022 se realizó por primera vez, por parte del gobierno chileno, una conmemoración oficial del Día Internacional de la Visibilidad Transgénero, mediante un acto en el Palacio de La Moneda encabezado por el presidente de Chile, Gabriel Boric, y la primera dama, Irina Karamanos. Al año siguiente y durante la conmemoración de dicha fecha, la Municipalidad de Santiago presentó el proyecto de Cupo Laboral Trans, en el cual mediante una alianza público-privada se buscaría facilitar el ingreso al mundo laboral de las personas trans y no binarias.

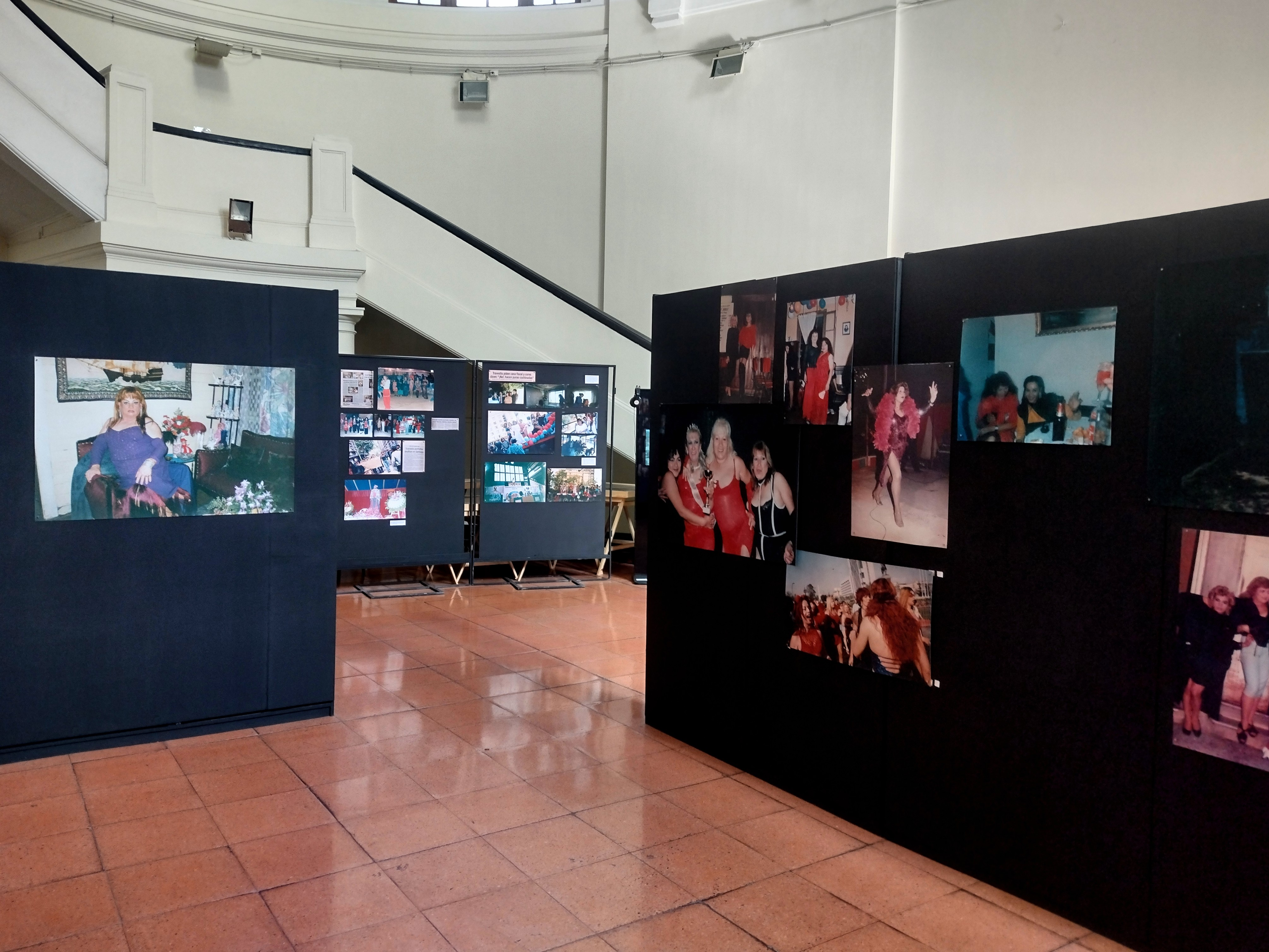
Exposición «Fuerza Travesti Organizada» en el Archivo Nacional.

El 20 de marzo de 2025 inaugurada en la sede del Archivo Nacional de Chile la exposición «Fuerza Travesti Organizada. Archivo Histórico del Sindicato Afrodita de Valparaíso», primera muestra fotográfica y documental de la historia trans en Chile y que presenta parte del archivo del Sindicato Afrodita.